# Архиепархия Пуэрто-Монта
Архиепархия Пуэрто-Монта (лат. Archidioecesis Portus Montt) — архиепархия Римско-Католической церкви с центром в городе Пуэрто-Монт, Чили. Архиепархия Пуэрто-Монта распространяет свою юрисдикцию на провинцию Льянкиуэ в области Лос-Лагос. В митрополию Пуэрто-Монта входят епархии Осорно, Пунта-Аренаса и Сан-Карлос-де-Анкуда. Кафедральным собором архиепархии Пуэрто-Монта является церковь Пресвятой Девы Марии.

## История
1 апреля 1939 года Римский папа Пий XII выпустил буллу Summi Pontificatus, которым учредил епархии Пуэрто-Монта, выделив её из епархии Сан-Карлос-де-Анкуда.
15 ноября 1955 года архиепархия Пуэрто-Монта передала часть своей территории для возведения новой Осорно.
10 мая 1963 года Римский папа Иоанн XXIII издал буллу Apostolicae Sedis, которой возвёл епархию Пуэрто-Монта в ранг архиепархии.

## Ординарии епархии
- епископ Ramón Munita Eyzaguirre (1939—1957);
- епископ Alberto Rencoret Donoso (1958—1963);
- архиепископ Alberto Rencoret Donoso (1963—1970);
- архиепископ Eladio Vicuña Aránguiz (1974—1987);
- архиепископ Savino Bernardo Maria Cazzaro Bertollo (1988—2001);
- архиепископ Cristián Caro Cordero (2001 — 12.06.2018[1]).

## Источник
- Annuario Pontificio, Libreria Editrice Vaticana, Città del Vaticano, 2003, ISBN 88-209-7422-3
- Булла Summi Pontificatus Архивная копия от 27 марта 2010 на Wayback Machine, AAS 32 (1940), стр. 337  (лат.)
- Булла Apostolicae Sedis Архивная копия от 16 сентября 2019 на Wayback Machine, AAS 56 (1964), стр. 328  (лат.)